# 哈洛克鎮區 (明尼蘇達州基特遜縣)
哈洛克鎮區（英語：Hallock Township）是位於美國明尼蘇達州基特遜縣的一個行政鎮區。

## 歷史
哈洛克鎮區於1880年設立，得名自作家查爾斯·阿維森（Charles Hallock）。

## 地方資料
哈洛克鎮區的面積為87.86平方千米，當中陸地面積為87.74平方千米，而水域面積為0.12平方千米。根據2020年美國人口普查的數據，當地共有人口84人，而人口密度為每平方千米0.96人。